# PandoDaily

Pandodaily est un webzine américain spécialisé dans l'information et l'analyse des nouvelles technologies, et plus particulièrement concentré sur la Silicon Valley et les startups.